# Завади (Сілезьке воєводство)
Завади (пол. Zawady) — село в Польщі, у гміні Попув Клобуцького повіту Сілезького воєводства.
Населення — 1005 осіб (2011).
У 1975-1998 роках село належало до Ченстоховського воєводства.

## Демографія
Демографічна структура станом на 31 березня 2011 року:
|          | Загалом | Допрацездатний вік | Працездатний вік | Постпрацездатний вік |
| -------- | ------- | ------------------ | ---------------- | -------------------- |
| Чоловіки | 517     | 99                 | 371              | 47                   |
| Жінки    | 488     | 92                 | 297              | 99                   |
| Разом    | 1005    | 191                | 668              | 146                  |